# Игнаци Домейко
Игна̀ци Домѐйко, герб Дангел (на полски: Ignacy Domeyko; на руски: Игнатий Ипполитович Домейко; на испански: Ignacio Domeyko; на беларуски: Ігнат Іпалітавіч Дамейка; на литовски: Ignas Domeika) е виден полско-чилийски геолог, минералог, географ и етнолог, дългогодишен ректор на Чилийския университет и член на множество научни дружества, един от най-известните възпитаници на Вилнюския университет и национален герой на Чили.
Роден в Беларус, която малко преди неговото раждане е включена в пределите на Руската империя, усвоява културните и политически традиции на Великото Литовско княжество, заема важно място в историята на науката и културата на Беларус, Литва, Полша и Чили.

## Произход и младежки години (1802 – 1830)
Роден е на 31 юли 1802 година в село Медведка, Минска губерния на Руската империя, в шляхтишкото семейство на Каролина (с моминско име Анцута) и Хиполит Антони Домейко. От 1812 до 1816 г. учи в училището на град Шчуче, а след неговото завършване, едва 14-годишен, постъпва във Вилнюския университет в отдела по физика и математика. През 1817 г. получава кандидатска степен по философия, през 1820 завършва университета, а през 1822 му е присвоена магистърска степен по философия.
През 1820 г. Домейко става член на тайната студентска организация на филоматите и през ноември 1823 г. заедно с голяма част от другите членове е арестуван и затворен. Благодарение на усилията на родствениците си през февруари 1824 г. Домейко е освободен под домашен арест в семейното имение без право на излизане от него и да заема държавни длъжности.
Шест години Домейко прекарва в семейното имение като се занимава със стопанството – внедрява нова селскостопанска техника, строи мелници, винарни и дърводелски работилници, но живота му на помешчик не го задоволява. През 1829 г. полицейския надзор е свален и това му позволява да взема участие в обществени организации, а през 1830 г. е избран в Гродненския сейм (сенат).

## Въстание и емиграция (1830 – 1832)
През 1830 г. Домейко за първи път напуска Литва и посещава Варшава. След завръщането си в родината, започва полското Ноемврийско въстание (1830 – 1831), в което взема активно участие. След неуспеха на въстанието през лятото на 1831 г. Домейко, заедно с други въстаници отстъпва в Прусия. През 1832 г. получава разрешение да напусне Прусия и отива в Дрезден, където се сближава с известния полски поет Адам Мицкевич. По време на пребиваването си в Германия посещава Саксония и Швейцария.

## Франция (1832 – 1838)
През август 1832 г., заедно с Мицкевич и други емигранти пристига в Париж. Участва в дейността на различни емигрантски движения, посещава лекции в Сорбоната, провежда изследвания в Ботаническата градина, участва в геоложки екскурзии.
През 1834 г. постъпва в Парижкото национално висше минно училище. Съставя географска, геоложка и икономическа карта на бившите земи на Реч Посполита и написва към нея обширни коментари. През 1837 г. получава диплома за минен инженер. Същата година приема повикването на минното училище в Ла Серена в Чили и заминава за там.

## Пребиваване в Чили (1838 – 1884)
От април до юни 1838 г. пресича Южна Америка през Пампата, Мендоса и Андите до Кокимбо в Чили.
През 1839 – 1840 г. изследва Бреговите Кордилери (3200 м, между 32º и 27º ю.ш.) и открива хребетите Кордилера де Олита (5926 м) и Кордилера де Олива (6380 м). Прониква от юг в пустинята Атакама. През 1844 г. посещава областта Араукания в Южно Чили.
До 1846 г. преподава в минното училище в Ла Серена (сега университет носещ неговото име), като провежда разнообразни изследвания, окомплектова минераложки колекции, основава физическа лаборатория, научна библиотека, зооложка колекция. През 1845 г. издава книга на испански език с описание на бита, културата и езика на индианците араукани, която е преведена на няколко езика.
След изтичането му на контракта се премества в столицата Сантяго де Чиле. През декември 1848 г. получава чилийско гражданство, а през лятото на 1850 г. се жени за чилийка. През 1852 г. е назначен за ръководител в министерството на образованието по делата на висшите училища и от тогава активно се занимава с организация на образованието и научните учреждения на Чили. През 1867 г. е избран за ректор на Чилийския университет и остава на тази длъжност 16 години. По негова инициатива е учредено Висше минно училище, в което са подготвени множество минни инженери, геолози и минералози.
Домейко организира първата метеорологична служба в Чили, усилено се занимава с минераложки изследвания, изследва намерения в пустинята Атакама метеорит и местните племена в най-южната част на Чили. Написва над 130 научни статии главно на френски и испански. Поддържа непрекъснати контакти с отечеството си, като изпраща в университетите в Краков и Варшава своите трудове и организира създаването на минераложки музей в Краков. Става член на множество европейски научни дружества.

## Последни години (1884 – 1889)
През лятото на 1884 г. Домейко, заедно със синовете си пристига в Бордо, посещава Париж, където се среща с бивши другари. След това е посрещнат с ентусиазъм в родината си, в Краков, Варшава, Вилнюс и в родното си село. През есента се връща в Париж. През 1885 г. посещава Рим (получава аудиенция при папа Лъв XIII) и Неапол, след това отново Краков, от където са отправя на посещение на Божи гроб в Йерусалим. Връща се в Париж, отново посещава родината си и прекарва там две години.
През 1887 г. Ягелонският университет му присвоява титлата почетен доктор по медицина. През лятото на 1888 г. тръгва за Чили, по пътя се разболява и умира на 23 януари 1889 година в Сантяго на 86-годишна възраст.

## Памет
Неговото име носят град и планински хребет (24°30′ ю. ш. 69°00′ з. д. / 24.5° ю. ш. 69° з. д.) в Чили, малка планета, минерал домейкит, минераложка вкаменелост, сорт цветя, семейство растения, улици в 10 чилийски града и във Вилнюс, библиотека в Аржентина, няколко учебни заведения в Чили и музей в Беларус.